# Ján Boleslav Kladivo
Ján Boleslav Kladivo vlastním jménem Richard Sabo je slovenský skladatel experimentální a současné hudby.

## Diskografie
- 1995 - Nahá
- 1999 - Il ballo delle civette
- 2002 - Celý život na tigrovi
- 2003 - Nové kĺby
- 2004 - Error Undefined
- 2004 - Prima luce
- 2005 - Dolcissime Sirene
- 2006 - Over4Tea - Lost Angeles and Other Mirrors
- 2006 - Mingmen
- 2007 - Between Two
- 2008 - Rozhľadňa
- 2008 - Fluff Modulation /JBK a Julo Fujak/
- 2009 - Essential Kladivo
- 2009 - Nel cielo nuvoloso
- 2010 - Ticho v okne sna
- 2011 - Podzemné rieky
- 2012 - Pure love
- 2013 – Ján Boleslav Kladivo feat. Marcela Derevencová: Nekonečno neostré je z dvier

## Audiovizuální projekty
- Error Undefined /2004/ - festival Multiplace, Bratislava
- Over4tea - Lost Angeles and Other Mirrors /2005/ - festival Next, Bratislava
- Over4tea - Sensitivity Remainder /2006/ - festival Multiplace, Bratislava
- Fluff Modulation /2006/ - spolu s Julom Fujakom - festival Next, Bratislava
- Mnesis /2007/ - experimentální kompozice a videoart pro akci Sútok, Bratislava
- Girl with helicopter /2009/ http://www.youtube.com/watch?v=QDh0wSMpHMU
- La sensibilità atlantica /2010/ http://www.youtube.com/watch?v=Ztuoz5KQ21M
- Podzemné rieky - Nachová /2011/ http://www.youtube.com/watch?v=T1WWSY90rZc